# L'Homme aux clés d'or
Pour plus de détails, voir Fiche technique et Distribution.
L’Homme aux clés d’or est un film français réalisé par Léo Joannon en 1956 et sorti à Paris le 7 novembre de la même année (cinémas : « Français » et « Marignan »).

## Synopsis
Professeur de langues dans un collège lillois, Antoine Fournier s'occupe d'une œuvre de charité pour laquelle une certaine somme a été collectée. Rentrant à l'improviste dans son bureau, il surprend trois adolescents en train de voler cette somme. Répugnant à les dénoncer, il leur fait reconnaître par écrit leur tentative de vol et leur promet de détruire cette reconnaissance après une année si ceux-ci se sont amendés.
Tous trois sont mortifiés et désireux de récupérer cette lettre ; tout particulièrement Rémy. Celui-ci va demander à Gisèle, sa petite amie, d'intervenir auprès du professeur. Elle parvient peu après à se faire rendre la lettre compromettante, qu'ils détruisent immédiatement. Mais ils veulent aussi se venger de l'humiliation ressentie.
Ils organisent alors une mise en scène dans laquelle le professeur doit apparaître comme ayant tenté de violer Gisèle. La manœuvre réussit et Fournier est chassé de l’enseignement. Grâce à l'aide de l'un de ses vieux amis, Joseph Ansaldi, concierge de l'Hôtel de Paris à Monte-Carlo, il trouve une modeste place de concierge-veilleur de nuit dans un hôtel parisien.
Mais ce n'est qu'un début : grâce à son ami, Fournier se retrouve quelques années plus tard premier concierge, l’« homme aux clés d’or », de l'Hermitage, l'un des palaces de Monte-Carlo. C'est là que le destin le mettra en présence de deux des jeunes gens (le troisième est mort durant la guerre d'Indochine) et de Gisèle, désormais mariés séparément mais toujours aussi vicieux. 
Après avoir nourri des désirs de vengeance, il finit par y renoncer sur les conseils de son ami Ansaldi, mais les tortueuses machinations de Rémy et de Gisèle les conduiront au drame.

## Citations
« L’honnêteté, c’est comme l’orthographe, ça s’apprend. »
« À partir d’un certain revenu, les regrets, c’est comme les paquets et les valises, on laisse porter ça par les autres. »

## Fiche technique
- Réalisation : Léo Joannon
- Scénario original de Léo Joannon
- Adaptation : Léo Joannon, Roland Laudenbach
- Dialogues : Roland Laudenbach
- Assistants réalisateurs : Roger Dallier et Michel Wichard
- Photographie : André Bac
- Opérateur : Robert Schneider, assisté de Georges Miklachevsky et de Saint-Gérons
- Musique : Jean-Jacques Grünenwald, sous la direction musicale de Jacques Météhen - éditions : Choudens -
- Décors : Jacques Gut, sur des plans et maquettes de Jean d’Eaubonne
- Assistant décorateur : Jacques Brizzio
- Montage : Robert et Monique Isnardon
- Son : Pierre-Henry Goumy, assisté de Urbain Loiseau et Maurice Rémy, sur Westrex recording System
- Maquillage : Anatole Paris
- Photographe de plateau : Jean Klissak
- Script-girl : Madeleine Longué
- Régisseur : Georges Testard, Roger Boulais
- Régisseur ensemblier : Roger Bar
- Régisseur de plateau : Pierre Barbet
- Tirage : Laboratoire Franay L.T.C Saint-Cloud
- Trucage : LAX
- Production : Régina, Cinétel, Del Duca Films, Filmsonor
- Chef de production : Pierre O'Connel et Aris Nissotti
- Directeur de production : Louis de Masure
- Distribution : Cinédis
- Tournage du 22 mai au 14 juillet 1956 à Paris-Studio-Cinéma de Billancourt
- Format : Noir et blanc - 1,37:1 - 35 mm - Son mono
- Genre : Drame policier
- Durée : 92 min
- Première présentation :
  - France - 7 novembre 1956
- Visa d'exploitation : 18365
- Affiche : André Bertrand (France)

## Distribution
- Pierre Fresnay : Antoine Fournier, professeur de langues
- Annie Girardot : Gisèle Delmar/Lewarden
- Grégoire Aslan : M. Bodoni, un joueur ami d’Antoine
- Jean Rigaux : Joseph Ansaldi, l’ami d’Antoine
- Gil Vidal : Rémy Bellanger, un des trois voleurs
- Françoise Soulié : Odette Bellanger, la femme de Rémy
- Jean-Henri Chambois : M. Delmar, le père de Gisèle
- Jacqueline Marbaux : Mme Delmar, la mère de Gisèle
- Jean-Pierre Jaubert : Lucien Jordan, un des trois voleurs
- Robert Lombard : Charles Lewarden, le mari de Gisèle
- Henri Morvan : Paul Masson, un des trois voleurs
- Georgette Anys : Mme Irma, la patronne de l’hôtel
- Georges Géret : L'avocat de la défense
- Léo Joannon : Maître Charles Bellanger, avocat et père de Rémy
- Marcel André : M. Bardot, le directeur du collège
- Lucien Callamand : Un employé du casino
- Henri Coutet : Le jardinier
- Louis Bugette : Le permanent de l’hôtel Richmond
- Robert Blome : Le touriste belge
- Andrès : Un homme à l’assemblée des anciens
- Robert Mercier : Un joueur de dés au bistrot
- Marcel Journet : Le président anglais au banquet
- Jean Morel :
- Jacques Vitry :
- Yves Gabrielli :